# والتر روبرتس (كاتب)
والتر روبرتس (بالإنجليزية: Walter Roberts)‏ هو دبلوماسي وكاتب أمريكي، ولد في 26 أغسطس 1916 في النمسا، وتوفي في 29 يونيو 2014 في واشنطن العاصمة في الولايات المتحدة.